# オリヴァー・ナッセン
オリヴァー・ナッセン（Oliver Knussen, 1952年6月12日 - 2018年7月8日）は、イギリスの作曲家、指揮者。

## 人物
グラスゴー出身。父ステュアート・ナッセンはロンドン交響楽団首席コントラバス奏者を務めた。ジョン・ランバートに作曲を学び、後にベンジャミン・ブリテンから激励を受けた。マサチューセッツ州のタングルウッド音楽センターでは、数年にわたりガンサー・シュラーの下で学んだ。後年、1986年から1998年までタングルウッド音楽センターで現代音楽部門の部長を務めた。
16歳の時、ロンドン交響楽団を指揮して自作の交響曲第1番（1966年 - 1967年）を初演し、指揮デビューを果たした。ハーグ・レジデンティ管弦楽団の首席客演指揮者（1992年 - 1996年）の他、オールドバラ音楽祭の准芸術監督（1983年 - 1998年）、ロンドン・シンフォニエッタの音楽監督（1998年 - 2002年）ならびに桂冠指揮者を歴任している。
主な作品に、「交響曲第2番」（1971年、タングルウッドでマーガレット・グラント賞受賞）、「ウィニー・ザ・プーのハミングと踊り」（1970年 - 1983年）、「大地の海」（1972年 - 1973年）、「オフィーリアのダンス」（1975年）、「トランペット」（1975年）、三部作「秋の歌」「カンタータ」「ソーニャの子守歌」（1975年 - 1977年）、「走行」（1979年）、「交響曲第3番」（1973年 - 1979年）などがある。また1980年代の主要作品に、2つの児童オペラ「かいじゅうたちのいるところ」「ヒグレッティ・ピグレッティ・ポップ!」があり、いずれもモーリス・センダックの台本による。
1994年10月7日にはサントリーホール国際作曲委嘱シリーズNo.19として『ホルン協奏曲』が、東京のサントリーホールで初演された。
後妻スー夫人との間に娘ソーニャを授かる。スー・ナッセンは、イギリスの公共放送局で音楽番組のプロデューサーや制作指揮のほか、ロサンジェルス・フィルハーモニー管弦楽団の教育監督も務めたが、2003年に他界している。追悼音楽「スーへの歌」は、2006年にシカゴで世界初演された。